# Badestubenbrunnen

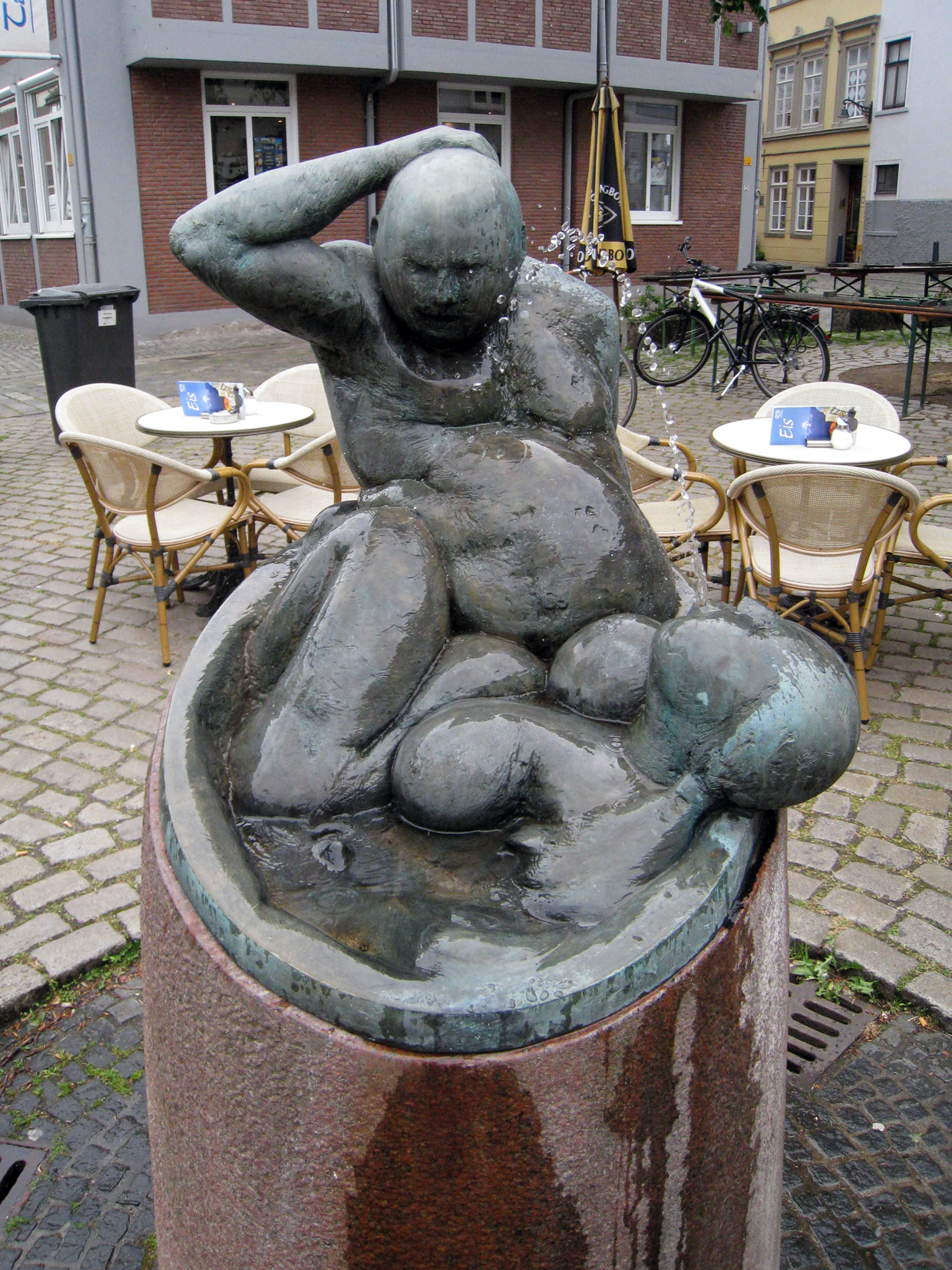
Badestubenbrunnen

Der Badestubenbrunnen mit der Skulptur Beim Bade, auch Die fröhlichen Badenden genannt, steht in Bremen-Mitte im Schnoor, am Stavendamm in der Nähe des Schifferhauses. Er wird in der Liste der Brunnen der Stadt Bremen geführt.
Das fröhliche Bronze-Paar auf einem Granitsockel von 1986 stammte vom Bildhauer Jürgen Cominotto. Stifter war der Schnoor-Verein Heini Holtenbeen. Der Brunnen soll an die Zeit, als es im Schnoor noch Badehäuser gab, erinnern. Im Mittelalter badeten die Menschen gern. Badezimmer gab es noch nicht und deshalb besuchten sie die öffentlichen Badestuben. In der Straße Stavendamm (Stave = Stube) soll ein Badehaus gestanden haben.
Die Skulptur wurde am 27./28. Dezember 2007 von Metalldieben gestohlen.  Am 19. Mai 2008 wurde ein etwa zehn Jahre alter Abguss des Brunnens auf den Sockel montiert. Der Abguss, der zuvor im Park eines Oldenburger Altenheims gestanden hatte, wurde für etwa 10.000 Euro von 40 Einzelpersonen, drei Unternehmen sowie der Stiftung Wohnliche Stadt erworben und gestiftet.
Von Cominotto stehen in Bremen noch u. a. die Bronzeplastik Ottilie Hoffmann (1987) am Ostertorsteinweg/Ecke Wulwesstraße und eine Skulptur aus Sandstein in der Gerhard-Rohlfs-Straße in Vegesack.